# Skyline (série de films)
Pour les articles homonymes, voir Skyline.
 Pour plus de détails, voir Fiche technique et Distribution
Skyline ou Horizon au Québec est une série de films de science-fiction américains (certains films sont des coproductions étrangères). Le premier film, écrit par Joshua Cordes et Liam O'Donnell et réalisé par Greg et Colin Strause, est sorti en 2010. Trois films sont sortis, un quatrième sortira en 2025.

## Films
- 2010 : Skyline de Greg et Colin Strause
- 2017 : Beyond Skyline de Liam O'Donnell
- 2020 : Skylines de Liam O'Donnell
- 2025 : Skyline: Warpath de Liam O'Donnell Date sujette à modification

## Synopsis
Skyline (2010)
Jarrod et sa femme Elaine arrivent à Los Angeles, pour la fête d'anniversaire du meilleur ami de Jarrod, Terry. Ils célèbrent avec la femme de Terry, Candice, et son assistante, Denise. Lors d'une dispute privée sur l'opportunité de déménager ou non, Elaine révèle qu'elle est enceinte. Au petit matin, après la soirée bien arrosée, ils amis sont réveillés par une lumière bleue qui envoûte quiconque la regarde. Cette lumière est le signe d'une invasion extra-terrestre en cours : des vaisseaux stationnent au-dessus des principales villes de la Terre et « aspirent » les gens. Le petit groupe d'amis tente de quitter l'immeuble ; une course poursuite s'engage contre les vaisseaux extraterrestres.
Beyond Skyline (2017)
Le jour même de l'invasion extraterrestre, le policier Mark Corley est avec son fils Trent dans le métro. Audrey, la conductrice du métro reçoit un message l'avertissant de ne pas regarder une lumière bleue. Ignorant ce message, Trent la regarde, est hypnotisé et est irrémédiablement attiré par cette lueur qui s'avère également être une sorte de champ de force capturant des humains par centaines. C'est l'intervention de son père qui l'a retenu de toutes ses forces, l'empêchant ainsi d'être aspiré contrairement aux autres personnes qui ont regardé cette lumière. Mark aide ensuite un petit groupe de survivants à quitter la ville envahie par les extra-terrestres mais au cours de leur périple ils sont capturés et enfermés à bord d'un vaisseau spatial alien. Séparé du groupe de survivants, Mark rencontre un extra-terrestre différent des autres car celui-ci se bat du côté des humains : c'est Jarrod (le personnage du premier film). Mark rencontre ensuite Elaine, la femme de Jarrod, enceinte et sur le point d'accoucher, il l'aide à faire naître leur enfant qui s'avère être une petite fille qui grandit très vite et se révèle avoir des dons. Mark retrouve ensuite son fils qui se fait décerveler par des tentacules hostiles afin de devenir un soldat extra-terrestre. Ce dernier était en compagnie d' Audrey la conductrice de métro et de Sarge, un vétéran de la guerre du Vietnam, afro-américain âgé et aveugle. Ensemble ils affrontent le chef des aliens. Au cours de la bagarre, Jarrod provoque une explosion dans l'astronef qui s'écrase dans la jungle du Laos. Sarge succombe à ses blessures tandis que Mark et Audrey qui tient dans ses bras la petite fille rencontrent, Sua et Kanya. Ces derniers, un frère et une sœur laotiens opérant dans le triangle d'or, s'aident mutuellement pour combattre la menace extraterrestre. Ils se réfugient dans un temple bouddhiste où Mark, Audrey et la jeune fille  rencontrent un scientifique du nom de Harper. Celui-ci a trouvé un remède contre les effets de la lumière hypnotique dans le sang de la jeune fille. Avec ce remède versé dans une seringue, Mark s'infiltre dans le vaisseau extra-terrestre et parvient à l'injecter dans une bombe extraterrestre qui rend la conscience à tous les humains qui ont été transformés en alien et tue le chef des envahisseurs. Dix ans plus tard, le bébé qui est devenu adulte est à la tête de la résistance humaine, traquant les extra-terrestres jusqu'au confins de l'univers pour les éliminer.
Skylines (2020)
Peu de temps après, Rose dirige la flotte humaine contre les extraterrestres. Désormais appelés "Harvesters", les extraterrestres sont à bord de l'Armada, un vaisseau-mère en orbite autour de la Lune. Après avoir percé les lignes ennemies, Rose se fige avant de pouvoir tirer et l'un de ses navires est détruit. Alors que les extraterrestres se préparent à tirer sur Terre, Rose est obligée de détruire l'un de ses propres navires lorsqu'il entre dans le feu croisé. Elle sacrifie des milliers d'humains, mais réussit à détruire l'Armada. En proie à la culpabilité, Rose disparaît tandis que l'humanité se reconstruit, vivant aux côtés de milliards de « pilote s», des hybrides extraterrestres-humains libérés.
Skyline: Warpath (2025)

## Fiche technique
|                            | Skyline (2010)                                                   | Beyond Skyline (2017)                                                        | Skylines (2020) | Skyline: Warpath (2025)                 |
| -------------------------- | ---------------------------------------------------------------- | ---------------------------------------------------------------------------- | --- | --------------------------------------- |
| Réalisateurs               | Greg et Colin Strause                                            | Liam O'Donnell                                                               | Liam O'Donnell | Liam O'Donnell                          |
| Scénaristes                | Liam O'Donnell                                                   | Liam O'Donnell                                                               | Liam O'Donnell | Liam O'Donnell                          |
| Scénaristes                | Joshua Cordes                                                    |                                                                              | Matthew E. Chausse (histoire)                                                                                           |                                         |
| Monteurs                   | Nicholas Wayman-Harris                                           | Sean Albertson                                                               | Barrett Heathcote | NC                                      |
| Monteurs                   | Banner Gwin                                                      |                                                                              | | NC                                      |
| Producteurs                | Greg Strause, Colin Strause, Kristian Andresen et Liam O'Donnell | Matthew E. Chausse, Liam O'Donnell, Colin Strause et Greg Strause            | Matthew E. Chausse, Liam O'Donnell, Colin Strause et Greg Strause                                                       | Matthew E. Chausse et Evangelo Kioussis |
| Musique                    | Matthew Margeson                                                 | Nathan Whitehead                                                             | Ram Khatabakhsh | Ram Khatabakhsh                         |
| Photographie               | Michael Watson                                                   | Christopher Probst                                                           | Alain Duplantier | John Radel                              |
| Dates de sortie États-Unis | 12 novembre 2010                                                 | 15 décembre 2017                                                             | 18 décembre 2020 | 2025 Date sujette à modification        |
| Dates de sortie France     | 15 décembre 2010                                                 | 27 février 2018 (VOD                                                         | 1er février 2021 (Prime Video                                                                                           | 2025 Date sujette à modification        |
| Durée                      | 92 minutes                                                       | 106 minutes                                                                  | 113 minutes | NC                                      |
| Budget                     | 10 000 000 $                                                     | 14 000 000 $                                                                 | 8 000 000 $ | NC                                      |
| Genres                     | science-fiction, action                                          | science-fiction, action                                                      | science-fiction, action                                                                                                 | science-fiction, action                 |
| Pays de production         | États-Unis                                                       | États-Unis                                                                   | États-Unis | États-Unis                              |
| Pays de production         | Royaume-Uni                                                      |                                                                              | |                                         |
| Pays de production         |                                                                  | Canada                                                                       | |                                         |
| Pays de production         |                                                                  | Indonésie                                                                    | |                                         |
| Pays de production         |                                                                  | Chine                                                                        | |                                         |
| Pays de production         |                                                                  | Singapour                                                                    | |                                         |
| Sociétés de production     | Relativity Media Hydraulx Transmission Pictures                  | XYZ Films Hydraulx Entertainment M45 Productions Arlberg Productions Limited | Ingenious Media Lipsync Productions Media Finance Capital Mirabelle Pictures Productions Artbox production Fasten Films | XYZ Films                               |
| Distributeur États-Unis    | Universal Pictures                                               | Vertical Entertainment                                                       | Lionsgate Home Entertainment                                                                                            | XYZ Films                               |
| Distributeur France        | SND                                                              | Netflix France                                                               | AB Vidéo | NC                                      |

## Distribution
| Personnages             | Films                  | Films                                                                                    | Films | Films                   |
| Personnages             | Skyline (2010)         | Beyond Skyline (2017)                                                                    | Skylines (2020) | Skyline: Warpath (2025) |
| Personnages principaux  | Personnages principaux | Personnages principaux                                                                   | Personnages principaux                                                                                                 | Personnages principaux  |
| ----------------------- | ---------------------- | ---------------------------------------------------------------------------------------- | --- | ----------------------- |
| Jarrod                  | Eric Balfour           | Tony Black (caméo)                                                                       | Tony Black (caméo, images d'archives)                                                                                  |                         |
| Elaine                  | Scottie Thompson       | Samantha Jean                                                                            | Samantha Jean (caméo, images d'archives)                                                                               |                         |
| Mark Corley             |                        | Frank Grillo                                                                             | Frank Grillo (caméo, images d'archives)                                                                                | Frank Grillo            |
| Audrey                  |                        | Bojana Novakovic                                                                         | Bojana Novakovic (caméo, images d'archives)                                                                            |                         |
| capitaine Rose Corley   |                        | Dhara Kinanti Akhmad (jeune)Katherine Haiden (jeune)Alaina Jayaraz (jeune)Lindsey Morgan | Lindsey Morgan Dhara Kinanti Akmad (jeune, archives)Katherine Haiden (jeune, archives)Alaina Jayaraz (jeune, archives) | Lindsey Morgan          |
| Trent Corley            |                        | Jonny WestonCamden Quaintance (jeune)Jack Chausse (jeune)                                | Jeremy Fitzgerald |                         |
| Leon                    |                        |                                                                                          | Jonathan Howard |                         |
| Personnages secondaires |                        |                                                                                          | |                         |
| Terry                   | Donald Faison          |                                                                                          | |                         |
| Candice                 | Brittany Daniel        |                                                                                          | |                         |
| Denise                  | Crystal Reed           |                                                                                          | |                         |
| Oliver                  | David Zayas            |                                                                                          | |                         |
| Ray                     | Neil Hopkins           |                                                                                          | |                         |
| Jen                     | Tanya Newbould         |                                                                                          | |                         |
| Colin                   | J. Paul Boehmer        |                                                                                          | |                         |
| Garcia                  |                        | Jacob Vargas                                                                             | |                         |
| Sarge                   |                        | Antonio Fargas                                                                           | |                         |
| Jones                   |                        | Betty Gabriel                                                                            | |                         |
| Dr Harper               |                        | Callan Mulvey                                                                            | |                         |
| Sua                     |                        | Iko Uwais                                                                                | | Iko Uwais               |
| Kanya                   |                        | Pamelyn Chee                                                                             | |                         |
| Huana                   |                        | Yayan Ruhian                                                                             | Yayan Ruhian | Yayan Ruhian            |
| Dr Mal                  |                        |                                                                                          | Rhona Mitra |                         |
| Alexi                   |                        |                                                                                          | Ieva Andrejevaitė |                         |
| Zhi                     |                        |                                                                                          | Cha-Lee Yoon |                         |
| Grant                   |                        |                                                                                          | James Cosmo |                         |
| Kate                    |                        |                                                                                          | Naomi Tankel |                         |
| le général Radford      |                        |                                                                                          | Alexander Siddig |                         |
| Owens                   |                        |                                                                                          | Daniel Bernhardt |                         |
| la Matriarche           |                        |                                                                                          | Phong Giang |                         |

## Accueil

### Critique
| Films          | Rotten Tomatoes    | Metacritic            | Allociné            |
| -------------- | ------------------ | --------------------- | ------------------- |
| Skyline        | 15% (84 critiques) | 26/100 (18 critiques) | 1,5⁄5 (4 critiques) |
| Beyond Skyline | 67% (21 critiques) | 46/100 (8 critiques)  | NC                  |
| Skylines       | 56% (27 critiques) | 46/100 (4 critiques)  | NC                  |

### Box-office
| Film           | Recette au box-office | Recette au box-office | Recette au box-office | Entrées             | Entrées             | Recettes marché vidéo États-Unis | Budget        | Réf. |
| Film           | États-Unis/ Canada    | Reste du monde        | Mondial               | France              | Paris               | Recettes marché vidéo États-Unis | Budget        | Réf. |
| -------------- | --------------------- | --------------------- | --------------------- | ------------------- | ------------------- | -------------------------------- | ------------- | ---- |
| Skyline        | 21 416 355 $          | 46 848 618 $          | 68 264 973 $          | 257 971             | 69 429              | 11 228 846 $                     | 10 000 000 $  | ,    |
| Beyond Skyline | NC                    | 992 181 $             | 992 181 $             | non sorti en salles | non sorti en salles | 1 249 049 $                      | 14 000 000 $  | ,    |
| Skylines       | NC                    | 170 581 $             | 170 581 $             | non sorti en salles | non sorti en salles | NC                               | ≤14 000 000 $ | ,    |
| Totaux         | 21 416 355 $          | 48 011 380 $          | 69 427 735 $          | 257 971             | 69 429              | 12 477 895 $                     | >28 000 000 $ |      |